# Munkebo
Munkebo er en by på det østlige Fyn med 5.483 indbyggere  (2024), beliggende i Munkebo Sogn. Den ligger i Kerteminde Kommune og tilhører Region Syddanmark. 
I nærheden af Munkebo ligger blandt andet Vikingemuseet Ladby, herregården Ulriksholm, byen Kerteminde samt landsbyerne Kertinge og Dræby.

## Lindøværftet
1959-2012
Munkebo er først og fremmest kendt for Lindøværftet, der siden flytningen fra Odense i 1959 har haft adresse i byen. Værftets entré i byen betød mere en fordobling af indbyggertallet på få år, og i da produktionen på værftet toppede fra de sene 1960'ere til begyndelsen af 1970'erne, beskæftigede det over 6.000 ansatte, hvoraf mange boede i byen, ligesom mange af byens erhvervsdrivende var underleverandører til skibsværftet. Værftet har samtidig sat sit præg på byens boligbyggeri, idet over 1.000 af boligerne i byen blev opført og indtil 2007 også var ejet af Ejendomsselskabet Lindø, der ligesom værftet ejes af A.P. Møller-Mærsk . Som følge af værftets præg på byen er ikke alene værftet, men hele Munkebo udpeget som nationalt industriminde af Kulturarvsstyrelsen.
En sejltur med rutebåd fra Odense, går ud i Odense Fjord hvor Lindøværftets kæmpekran passeres på tæt hold fra vandsiden. Fra denne side er det også muligt at se store skibe under opførelse.

## Lindø Industripark
Lindø Industripark ejes af Odense Kommune. Havneområdet med tilhørende industriarealer beskæftiger igen mange ansatte.
Erhvervsklyngen på havnen rummer primært virksomheder indenfor offshore og vindmølleindustri.
Blandt de cirka 100 virksomheder på havneområdet er de største Fayard (tidl. Fredericia Værft), Vestas, Siemens og Bladt.

## Munkebo Bakke
Munkebo Bakke er et højdedrag 58 m over havoverfladen mellem Odense Fjord og Kerteminde Fjord. Øverst på bakken ligger gravhøjen Loddenhøj hvorpå der står et udsigtstårn. På grund af den fine udsigt i alle retninger er bakken et populært udflugtsmål og er derfor indrettet som park. På bakken har arkæologer fundet flere jernalderbygninger, hvis omrids nu er markeret med sten og udførligt beskrevet på infotavler.
- Munkebotårnet
- Udsigt i retning af Kertinge Nor fra Munkebotårnet
- Udsigt i retning af Kerteminde

## Munkebo Kro
Munkebo er desuden kendt for gourmetrestauranten Munkebo Kro.

## Munkebo Kommune
Frem til 2006 var byen sæde for Munkebo Kommune.
Fra Munkebo er der knap 8 kilometer til Kerteminde og 14 kilometer til Odense.